# Tschernitz
Tschernitz (niedersorbisch Cersk) ist eine Gemeinde im Südosten des brandenburgischen Landkreises Spree-Neiße. Sie wird vom Amt Döbern-Land verwaltet, das seinen Sitz in der Stadt Döbern hat.

## Geografie
Der Ort liegt in der Niederlausitz etwa 30 Kilometer südöstlich von Cottbus. Die Landesgrenze zwischen Brandenburg und Sachsen bildet die westliche Gemeindegrenze.

## Gemeindegliederung
Die Gemeinde besteht aus den Ortsteilen Tschernitz (sorbisch Cersk) und Wolfshain (Śisej). Hinzu kommen die Wohnplätze Adamschenke (Adamowa Kjarcma), Herrmannsmühle (Hermannowy Młyn), Hinterberge (Zagóra) und Hirtenmühle (Pastyŕski Młyn).

## Geschichte
Erstmals urkundlich erwähnt wurde Tschernitz am 20. Oktober 1283 in einem Schreiben des Meißener Markgrafen Heinrichs des Erlauchten. Der heutige Ortsteil Tschernitz gehörte bis ins 19. Jahrhundert zu Schlesien. Nach der Neuorganisation der Kreisgliederung im preußischen Staat nach dem Wiener Kongress im Jahr 1816 wurde der Ort dem neugebildeten Landkreis Sorau in der Provinz Brandenburg angegliedert. Er wurde 1946 in den Landkreis Spremberg umgegliedert und gehörte von 1952 bis 1990 zum Kreis Spremberg im DDR-Bezirk Cottbus. Der Ortsteil Wolfshain gehörte bereits seit 1816 zum Landkreis Spremberg. Seit 1993 liegen beide Orte im brandenburgischen Landkreis Spree-Neiße.
Bis in die erste Hälfte des 19. Jahrhunderts waren Tschernitz und Wolfshain überwiegend sorbischsprachig; schon in den 1880er Jahren sprachen jedoch nur noch die Erwachsenen sorbisch, die Kinder – vor allem bedingt durch den deutschen Schulunterricht – nur mehr deutsch.
Die heutige Gemeinde Tschernitz entstand am 26. Oktober 2003 aus der Zusammenlegung der vorher eigenständigen Gemeinden Tschernitz und Wolfshain.

## Bevölkerungsentwicklung
| Jahr | Einwohner |
| ---- | --------- |
| 1875 | 0 661     |
| 1890 | 0 709     |
| 1910 | 1 391     |
| 1925 | 1 429     |
| 1933 | 1 417     |
| 1939 | 1 500     |

| Jahr | Einwohner |
| ---- | --------- |
| 1946 | 1 289     |
| 1950 | 1 487     |
| 1964 | 1 268     |
| 1971 | 1 313     |
| 1981 | 1 156     |
| 1985 | 1 374     |

| Jahr | Einwohner |
| ---- | --------- |
| 1990 | 1 530     |
| 1995 | 1 518     |
| 2000 | 1 393     |
| 2005 | 1 609     |
| 2010 | 1 393     |
| 2015 | 1 271     |

| Jahr | Einwohner |
| ---- | --------- |
| 2020 | 1 234     |
| 2021 | 1 202     |
| 2022 | 1 194     |
| 2023 | 1 156     |
| 2024 | 1 142     |

Gebietsstand des jeweiligen Jahres, Einwohnerzahl: Stand 31. Dezember (ab 1991), ab 2011 auf Basis des Zensus 2011, ab 2022 auf Basis des Zensus 2022

## Politik

### Gemeindevertretung
Die Gemeindevertretung von Tschernitz besteht aus zehn Gemeindevertretern und dem ehrenamtlichen Bürgermeister. Die Kommunalwahl am 9. Juni 2024 führte bei einer Wahlbeteiligung von 72,2 % zu folgendem Ergebnis:
| Partei / Wählergruppe   | Stimmenanteil | Sitze |
| ----------------------- | ------------- | ----- |
| Wählergruppe Bündnis 93 | 100 %         | 10    |

### Bürgermeister
- 1996–2023: Peter Drobig (Wählergruppe Bündnis 93)
- 2023–2024: Maik Sieling (Wählergruppe Bündnis 93)
- seit 2024: Frank Zeißler (Einzelbewerber)

Bei der Bürgermeisterwahl am 9. Juni 2024 wurde Olaf Hallasch (Wählergruppe Bündnis 93) ohne Gegenkandidaten mit 53,6 % der gültigen Stimmen für eine Amtszeit von fünf Jahren gewählt. Nach der Feststellung des Wahlergebnisses durch den Wahlausschuss gab Hallasch bekannt, dass er die Wahl nicht annehmen wird. Bei der Wiederholungswahl am 20. Oktober 2024 wurde Frank Zeißler mit 52,4 % der gültigen Stimmen zum Bürgermeister gewählt.

### Wappen, Flagge, Dienstsiegel
Die Gemeinde Tschernitz selbst führte – und führt auch derzeit – kein eigenes Wappen und keine eigene Flagge. Im Dienstsiegel zeigt sie gemäß § 5 der Hoheitszeichenverordnung als Siegelbild den Wappenschild des Landes Brandenburg.
Im Jahre 2006 versuchte der Ortsteil Tschernitz sich ein Ortsteilwappen und eine Flagge genehmigen zu lassen. Doch das Ministerium des Innern des Landes Brandenburg versagte diesem Vorhaben seine Zustimmung, da die Verordnung über kommunale Hoheitszeichen die Wappenführung eines Ortsteiles nicht vorsieht. Somit stellt dieses Wappen kein kommunales Hoheitszeichen dar. Der Ortsteil Tschernitz nutzt bzw. führt dieses Ortsteilwappen ausschließlich für repräsentative Zwecke, aus Gründen der Identifikation und Heimatverbundenheit. Das Wappen wurde vom Heraldiker Frank Diemar gestaltet.
| Wappen von Tschernitz | Blasonierung: „Durch von Gold und Blau gevierten Schildhauptpfahl gespalten; vorne in Gold freischwebend ein halbrechter schwarzer Adler, auf der Brust belegt mit einem liegenden silbernen Halbmond; hinten in Rot eine silberne Glasflasche über drei aus dem Schildfuß wachsenden goldenen Flammen.“ |
| Wappen von Tschernitz | Wappenbegründung: Der Schildhauptpfahl erinnert an ein „T“, den Anfangsbuchstaben des Ortsnamens. Der halbe Adler verweist auf die historische Zugehörigkeit der Gemeinde zum Fürstentum Sagan. Das Stammeswappen der Familie Sagan zeigt den schlesischen Adler mit aufgelegtem Halbmond, der damit auch im Ortsteilwappen erscheint. Tschernitz ist bereits seit 1829 Standort einer Glashütte. Diese erwerbsgeschichtliche Tradition wird durch die Flammen und die Darstellung eines typischen technischen Glases aus älterer Tschernitzer Produktion symbolisiert. |

Die Flagge ist Rot-Gelb gestreift und trägt das Ortsteilwappen in der Mitte.

## Sehenswürdigkeiten

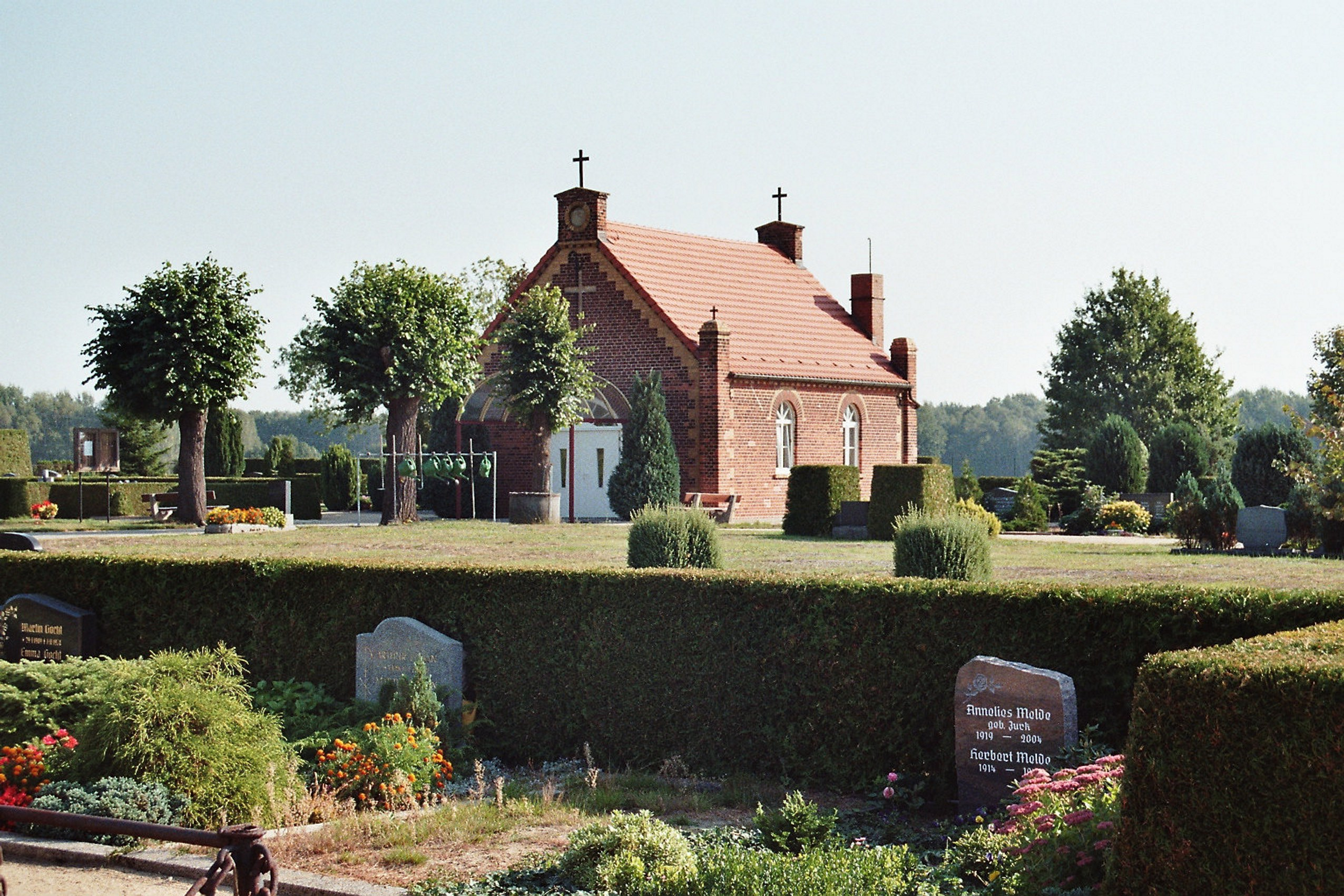
Friedhofskapelle

In der Liste der Baudenkmale in Tschernitz ist die Friedhofskapelle als Baudenkmal ausgewiesen. Die Bodendenkmale sind in der Liste der Bodendenkmale in Tschernitz aufgeführt.
Das Kriegerdenkmal für die Gefallenen der Kriege 1864, 1866 und 1870/71 aus Tschernitz und Wolfshain ist nach dem Zweiten Weltkrieg verschwunden.

## Wirtschaft und Infrastruktur

### Wirtschaft

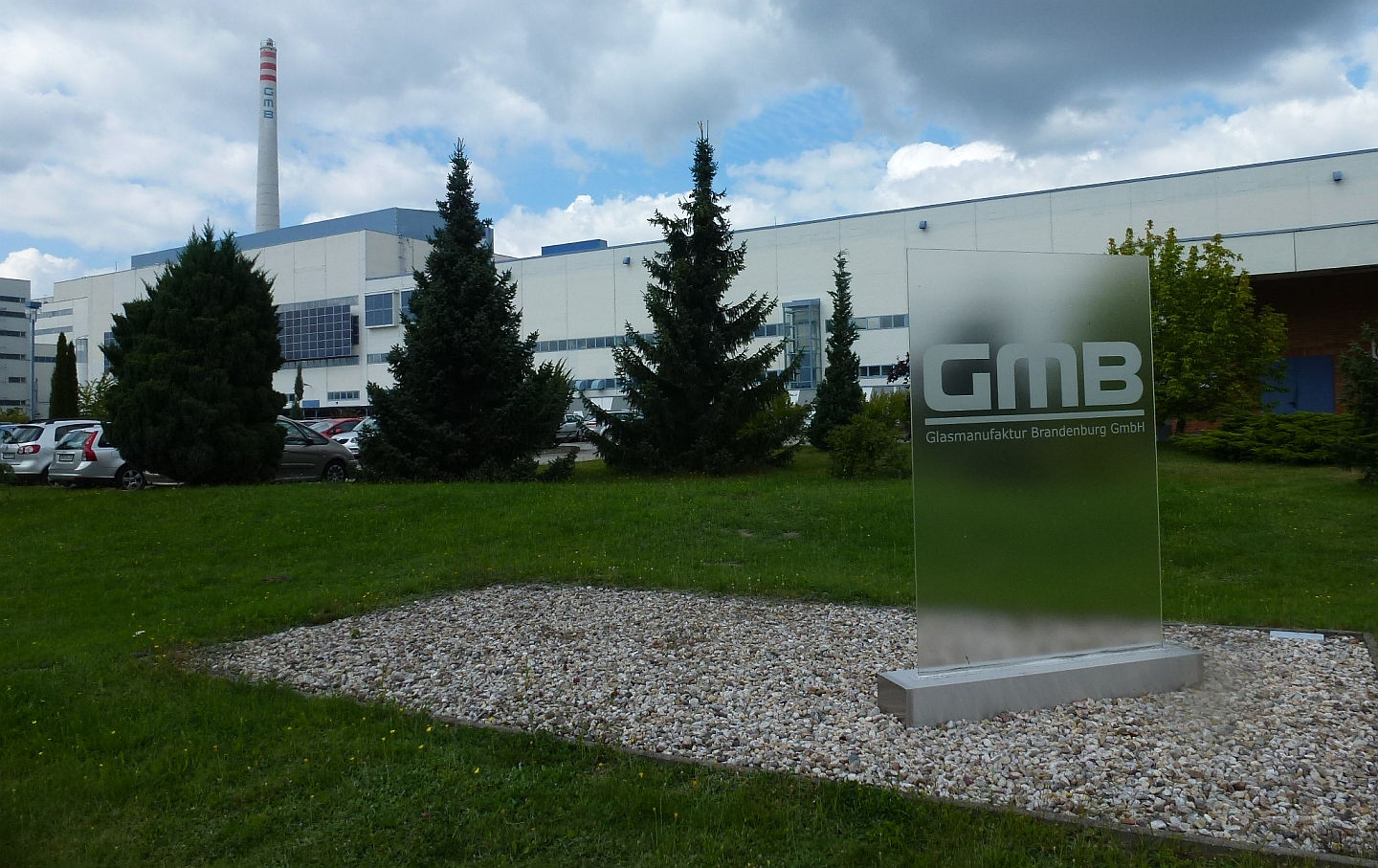
GMB Glasmanufaktur Brandenburg

1984 nahm das Farbfernsehkolbenwerk Tschernitz die Produktion auf. Ab 1985 gehörte der Betrieb zum Kombinat Lausitzer Glas. 1994 übernahm Samsung den Betrieb von der Treuhandanstalt, zog sich 2007 aber zurück. 2008 begann die neugegründete Firma GMB Glasmanufaktur Brandenburg für die Interfloat Corporation aus Liechtenstein mit der Produktion von eisenarmen Solarglas.

### Verkehr
Durch Tschernitz führt von West nach Ost die Bundesstraße 156 nach Spremberg. Die Bundesstraße 115 zwischen Forst (Lausitz) und Bad Muskau durchquert ebenfalls das Gemeindegebiet.
Der Bahnhof Wolfshain lag an der Bahnstrecke Weißwasser–Forst. Der Verkehr wurde 1996 eingestellt.

## Persönlichkeiten
- Fedor von Goldammer (1809–1862), Bürgermeister von Grevenbroich und Odenkirchen, in Tschernitz geboren
- Erich Melcher (1892–1944), Politiker (KPD, SAPD) und Gewerkschafter, in Tschernitz geboren
- Winfried Florian (1926–2012), Verwaltungsjurist, Staatssekretär im Bundespostministerium, in Tschernitz geboren